# Sambou Sissoko (calciatore 2000)
Sambou Sissoko (29 giugno 2000) è un calciatore maliano, centrocampista del Čukarički.

## Caratteristiche tecniche
È un mediano.

## Carriera

### Club
Ha giocato nella prima divisione maliana; con il Djoliba ha giocato 7 partite nella Coppa della Confederazione CAF 2019-2020. Nell'estate del 2020 si trasferisce al Kortrijk, club della prima divisione belga. Nel 2022 si è trasferito nella prima divisione serba al Čukarički.

### Nazionale
Con la nazionale Under-20 maliana ha preso parte alla Coppa delle Nazioni Africane Under-20 2019 (peraltro vinta) ed al campionato mondiale di calcio Under-20 2019.